# 松田岳二
松田 岳二（まつだ がくじ、1970年2月21日 - ）は、日本のミュージシャン、DJ。広島県出身。LEARNERS(2023年より活動休止中)のギターボーカル、NEIL & IRAIZAのパーカッション、ギター、ボーカル担当。ソロプロジェクトであるCUBISMO GRAFICO、バンドスタイルのCUBISMO GRAFICO FIVEの他にMASTER LOW、BACK DROP BOMB、FRONTIER BACKYARD、riddim saunter、櫛引彩香、カジヒデキ、Magic,Drums & Love、KONCOS、GORO GOLO、ザ・なつやすみバンド、SHOKO & THE AKILLA、リリー・フランキー率いるバンドTOKYO MOOD PUNKS、HAZY SOUR CHERRY、スペースケリーなど多くのアーティストをライブサポート。現在はLEARNERS(2023年より活動休止中)、DJ、リミキサー、プロデューサーとして活動中。2024年11月からキピンタラジオを配信中。
愛称は「CHABE（チャーベ）」。愛称の由来は小学校2年生の時にサッカー部の中でお茶目だったことからオチャメ→チャメからチャーべとなった。

## 経歴
広島県出身で、1988年4月に上京。上京後はレゲエクルーに参加すると同時に、DJとして活動を開始。1993年に山下洋がリーダーを務めるフリーダム・スィートにパーカッションとして参加。同時期には大阪在住であるSNAPSHOTの東京でのライブに、サポートとして参加している。その後はエスカレーターレコーズに参加。その頃渋谷のレコード屋・ZESTで働いており、同僚には仲真史やカジヒデキが在籍していた。
1996年、フリーダム・スィートに在籍していた堀江博久とNEIL & IRAIZAを結成。1998年にソロ・プロジェクトCUBISMO GRAFICOを開始。
2000年に入ると、堀江がコーネリアスのワールドツアーに参加するなど、NEIL & IRAIZAとしてのスケジュールが取れないことがわかったため、リミックスの仕事を中心に活動。2001年には映画『ウォーターボーイズ』の音楽を冷水ひとみと担当し、2002年の第25回日本アカデミー賞の最優秀音楽賞を受賞した。
2003年、CUBISMO GRAFICOのバンド形態であるCUBISMO GRAFICO FIVEが活動開始。同時期にCMの音楽制作を行うようになる。
2008年、TOKYO MOOD PUNKSに参加。
2010年にCUBISMO GRAFICO FIVEが活動休止となり、松田は原宿にギャラリー「kit gallery」をオープン。東日本大震災以降、復興支援にも尽力している。。
2015年に紗羅マリー、堀口知江(CHIE HORIGUCHI)、浜田将充、古川太一(KONCOS)と共にLEARNERSを結成。
2022年6月、LEARNERSは7年目を迎えた。同年8月200本目のワンマンライブを行う。
2023年12月15日、新代田FEVERにてLEARNERSとして活動休止前ライブを行う。

## ディスコグラフィ

### アルバム
|                  | 発売日        | タイトル                                        | 規格品番  | レーベル   | 備考                       |
| ---------------- | ------------- | ----------------------------------------------- | --------- | ---------- | -------------------------- |
| 映画音楽集       | 2000年9月20日 | le bande cinema grand cru                       | PSCR-5902 | ポリスター | 松田選曲による映画音楽集。 |
| サウンドトラック | 2001年8月22日 | ウォーターボーイズ オリジナル・サウンドトラック | UPCH-1096 | ポリドール | -                          |

## 主な参加作品
- ACIDMAN「アイソトープ (second line)」 (2006年9月6日 / パーカッション演奏参加)
- YOUR SONG IS GOOD『HOT!HOT!HOT!HOT!HOT!HOT!』 (2007年5月16日 / 演奏参加)
- 依布サラサ「カリキュラム」 (2007年12月5日 / プロデューサー・作曲・編曲参加)
- 櫛引彩香トリオ『Day & Midnight』 (2013年2月20日)
- 湘南乃風『LIFE IS MOUNTAIN』 (2013年9月11日 / 編曲参加)
- 若旦那『WAKADANNA 3 〜絶対に諦めないよ、オレは!!〜』 (2014年11月12日 / 編曲参加)
- V.A.『PLAYTHINGS 2』 (2014年12月17日 / 「RIP VAN WINKLE」収録)
- 湘南乃風「ロード」 (2015年3月14日 / 作曲・編曲参加)
- モッチェ永井「ボストンバッグ」 (2016年10月5日 / プロデューサー・パーカッション演奏参加)
- モッチェ永井『Yeh!Yeh!』 (2017年5月17日 / プロデュース)

## 主なライブ出演
※ソロ出演のみ。
- COUNTDOWN JAPAN (2007年12月30日、2008年12月31日、2009年12月29日、2010年12月31日、2011年12月31日、2012年12月30日)
- ROCK IN JAPAN FESTIVAL (2008年8月3日、2009年7月31日、2011年8月5日、2012年8月5日)
- BAYCAMP (2011年2月12日・9月10日、2012年2月11日)
- JAPAN JAM (2011年5月4日)

- LEARNERS(ラーナーズ)ライブ

2015年
6/15 新代田 FEVER
6/23 渋谷 UNDER BAR 
7/29 下北沢 THREE
8/2 渋谷 ORGAN BAR
8/28 新宿 LOFT
9/2 下北沢 CLUB QUE
9/22 下北沢 THREE
11/5 下北沢 BASEMENT BAR
12/1 渋谷 CLUB ASIA 
12/13 新大久保 CLUB VOICE 
12/16 青山 CAY  
12/19 恵比寿 LIQUID ROOM 
12/26 渋谷 THE GUINGUETTE by MOJA

2016年
1/8 下北沢 BASEMENT BAR 
1/11 新代田 FEVER 
1/28 下北沢 CLUB QUE 
1/30 下北沢 SHELTER
2/2 新代田 FEVER 
2/21 渋谷 CLUB ASIA
3/6 下北沢 SHELTER
3/7 下北沢 GARDEN
4/1 新宿 ANTI-KNOCK 
4/16 大阪 NOON 
4/17 京都 METRO
4/29 豊橋 CLUB KNOT
4/30 名古屋 lounge&live vio 
5/1 下北沢 SHELTER 
5/4 川崎 CLUB CITTA
5/14 福岡 KEITH FLACK 
5/28 下北沢 ReG
5/28 中野 MOON STEP
6/3 新代田 FEVER 
6/18 宮古島 MIYAKO ROCK FES2016
6/18 宮古島 2nd show
6/25 代官山 UNIT
6/26 下北沢 ERA
7/3 下北沢 THREE
7/13 渋谷TOWER RECORD
7/29 新宿 LOFT
8/2 代官山 LOOP
9/27 新宿 LOFT
10/11 下北沢 SHELTER
10/25 代官山 UNIT
11/3 下北沢 BASEMENT BAR
11/6 大阪 PINE BROOKLYN
11/16 下北沢 BASEMENT BAR
11/16 渋谷 Beaujolais Nouveau Party
11/19 新宿 RED CLOTH
11/24 渋谷 ORGAN BAR
11/26 青森 SUNSHINE
11/27 仙台 PARK SQUARE 
12/17 台北 APA mini
12/18 台北 REVOLVER
12/22 名古屋 CLUB UPSET
12/23 下北沢 BASEMENT BAR

2017年
1/7 新代田 FEVER
1/14 渋谷 WWWX
1/23 下北沢 SHELTER
2/10 新代田 FEVER
2/18 下北沢 THREE
2/24 渋谷TOWER RECORD
2/25 金沢 CLUB MANIER
2/26 新潟 WOODY
3/24 銀座 HUNTER
3/30 新宿LOFT
4/15 GO OUT CAMP FES
4/25 新代田 FEVER
9/1 名古屋 QUATTRO
9/10 大阪 SHANGRI-LA
9/11 名古屋 QUATTRO
9/15 渋谷 WWWX
9/26 下北沢 THREE
10/1 新木場 STUDIO COAST
10/10 日本橋 三井ホール
11/3 KOYABU SONIC 2017
11/8 渋谷 7th FLOOR
11/19 下北沢 CLUB QUE
11/21 下北沢 CLUB QUE
12/1 下北沢 THREE
12/2 恵比寿 LIQUID ROOM
12/10 札幌 PIGSTY
12/22 新宿 LOFT
12/29 恵比寿 LIQUID ROOM

2018年
1/27 新代田FEVER
2/22 下北沢 CLUB Que
3/18 志賀高原 SMBL 2018
3/23 京都 磔磔
3/25 渋谷 WILD ROVER 2018
3/31 新宿 Red Cloth
4/3 銀座 HUNTER
4/8 恵比寿 LIQUIDROOM
4/17 下北沢BASEMENT BAR
4/27 渋谷 Club Malcolm 
4/29 大阪CONPASS
5/5 渋谷 CLUB QUATTRO
5/6 福岡 EARLY BELIEVERS
5/10 新代田FEVER
5/24 柏CAMPASS FES
5/31 下北沢SHELTER
6/1 下北沢 THREE
6/15 下北沢 THREE (100回目)
6/16 新代田FEVER
7/16 大阪 味園ユニバース
7/21 佐賀 LIVING ALOHA 2018 
7/25 渋谷 club asia
8/6 新代田FEVER
8/10 下北沢 CLUB Que
9/15 NEW ACOUSTIC CAMP 2018
9/21 代官山 UNIT
9/26 渋谷 WWWX
9/29 日比谷野外音楽堂
10/9 代官山 UNIT
11/22 下北沢 THREE
12/1 下北沢 GARDEN
12/8 新代田 FEVER
12/16 渋谷 club asia
12/22 横浜 BAY HALL

2019年
1/6 新代田 FEVER
1/13 苫小牧ELLCUBE
1/14 札幌 Spund Lab mole
2/1 新宿LOFT
2/2 仙台 CLUB SHAFT
2/16 四日市 Club Chaos
2/17 大阪CONPASS
2/24 下北沢BASEMENT BAR
3/9 下北沢BASEMENT BAR
3/24 渋谷 WILD ROVER 2019
3/27 東京タワー CONVERSE PARTY
4/13 福岡 SKALA ESPACIO
4/26 渋谷 Club Malcolm
4/28 湯河原 音泉歌謡祭
5/10 宮古島 FUNKY FLAMINGO
5/11 宮古島 MIYAKO ROCK FES 
2019
5/12 千葉 GROOVE TUBE FES
5/18 ACO CHiLL CAMP 2019
5/19 恵比寿 LIQUIDROOM
5/21 下北沢BASEMENT BAR
6/11 新代田FEVER 10周年
6/12 新宿 LOFT 
6/15 豊橋 club KNOT 
6/16 京都 CLUB METRO
7/15 味園ユニバース 
8/3 広島 因島 SETOUCHI BEACH JAM
9/8 下北沢 SHELTER 
9/15 扇島東公園 BAYCAMP 2019
9/22 島根 松江 AZTIC canova
10/1 下北沢 SHELTER
10/6 渋谷 club asia 
10/13 下北沢 BASEMENT BAR 
10/13 渋谷LA MAMA 全感覚祭
10/19 大阪 NOON
10/20 名古屋 神前津 zion
10/26 京都 METRO
10/27 幡ヶ谷 RE:BIRTH STUDIO
11/3 静岡 焼津 FEVER OF SHIZUOKA
11/15 下北沢 SHELTER
11/17 下北沢 THREE
11/21 渋谷 WWWX
11/30 新宿 LOFT
12/7 長野 CLUB JUNKBOX 
12/8 下北沢 BASEMENT BAR
12/21 渋谷 CLUB QUATTRO
12/27 名古屋 JAMMIN’
12/28 江ノ島 OPPA-LA

2020年
1/11 新代田 FEVER
1/15 新代田 FEVER
1/16 横浜 F.A.D
1/26 新代田 FEVER
1/28 下北沢 SHELTER 
2/11 新代田 FEVER
2/16 大阪 CONPASS
3/2 名古屋 CLUB QUATTRO
3/3 大阪 梅田 CLUB QUATTRO
3/8 水戸 LIGHT HOUSE
3/10 渋谷 CLUB QUATTRO
7/27 新代田 FEVER 配信
10/31 渋谷WWWX 
12/19 新宿LOFT URASUJI

2021年
1/25 WWW 配信
3/6 大阪 SUNHALL
5/22 吉祥寺WARP
7/10 下北沢 SHELTER
8/6 広島 CLUB QUATTRO
8/22 苗場 FUJI ROCK FES 2021
9/4 新代田FEVER 
10/16 富山 MAIRO
10/26 下北沢 SHELTER
11/27 川崎 CITTA
11/28 横浜 F.A.D.
12/4 福岡 天国

2022年
2/18 FLOWERS LOFT
3/12 高崎
5/15 横浜 F.A.D
5/20 渋谷 LEVI’S SHOP 配信
6/4 大阪SUNHALL
6/5 和歌山 NO’11
7/23 舞鳥祭
7/24 名古屋CLUB UPSET
8/30 下北沢SHELTER (200th GIG)
9/10 下北沢CLUB QUE
11/6 川崎CLUB CITTA
11/12 吉祥寺STAR PINES CAFE
11/30 原宿RUIDO
12/2 渋谷WWWX
2023年
2023年
1/8 新代田FEVER
2025年
2/21 新代田FEVER (CBSMGRFC a GO-GO  -CHABE’s 55th. Birthday Special- シークレット)